# Noordelijke sprinkhaanmuis
De noordelijke sprinkhaanmuis (Onychomys leucogaster)  is een zoogdier uit de familie Cricetidae. De wetenschappelijke naam van de soort werd gepubliceerd door Wied-Neuwied in 1841.

## Voorkomen
De soort komt voor in droge gebieden van Mexico en de Verenigde Staten. Het lichaam is vergelijkbaar met dat van vergelijkbare muisachtigen. Gemiddeld is een noordelijke sprinkhaanmuis 164 mm en weegt ongeveer 35 gram, de staart maakt ongeveer 30% van de totale lichaamslengte uit. De muis heeft een rood-zwarte tot rood-grijze kleur en op de buik is hij wit.
De noordelijke sprinkhaanmuis is, in tegenstelling tot de meeste knaagdieren, een carnivoor. De noordelijke sprinkhaanmuis eet meestal kleine geleedpotigen als schorpioenen en duizendpoten, maar ook andere muisachtigen en soms zelfs slangen. In tegenstelling tot andere muisachtigen is de noordelijke sprinkhaanmuis vooral 's nachts actief.